# بن درور يميني
بن درور يميني (بالعبرية: בן - דרור ימיני) (مواليد 1954) صحفي إسرائيلي من أصول يمنية. يعمل حاليا لصحيفة معاريف اليومية.